# Viničné
Viničné (do roku 1948 Švajnsbach; německy Schweinsbach či Schwanzbach, maďarsky Hattyúpatak) je obec na Slovensku v okrese Pezinok. Žije zde přibližně 2 700 obyvatel. První písemná zmínka o obci pochází z roku 1425.
V obci je římskokatolický kostel svatého Filipa a Jakuba z roku 1622 a kaple Nejsvětější Trojice.

## Osobnosti
- Ján Petrovič, slovenský spisovatel a politik, se zde narodil v roce 1893.